# Mattheus Gillisz. de Berch
Mattheus Gillisz. de Berch (Delft, ca. 1618 – aldaar, 5 mei 1687) was een Noord-Nederlands schilder. 
Hij was de zoon van Gillis de Bergh, een zeilmaker uit Gent, en de jongere broer van Gillis Gillisz. de Bergh. Hij trouwde in april 1641 met Maria Cruijshouck. Na het overlijden van hun vader werden Mattheus en zijn broer Gillis op 30 maart 1644 onder het voogdijschap geplaatst van hun oom, de zilversmid en graveur Daniel de Bergh.
Mattheus Gillisz. de Berch werd op 20 december 1638 meester in het Sint-Lucasgilde van Delft als historieschilder. In 1649 bekleedde hij de functie van hoofdman (syndic) van het gilde. Gedurende zijn carrière werkte hij als taxateur en schilder. Er zijn geen schilderijen van hem bewaard gebleven. Een van zijn werken, Satyr en slapende Venus, werd echter door Leonard Bramer gekopieerd.
Mattheus Gillisz. de Berch moet niet verward worden met de in Ieper geboren schilder Matthijs van den Bergh (1615-1687).
- RKD-Nederlands Instituut voor Kunstgeschiedenis: 6723